# Egino (Bischof)

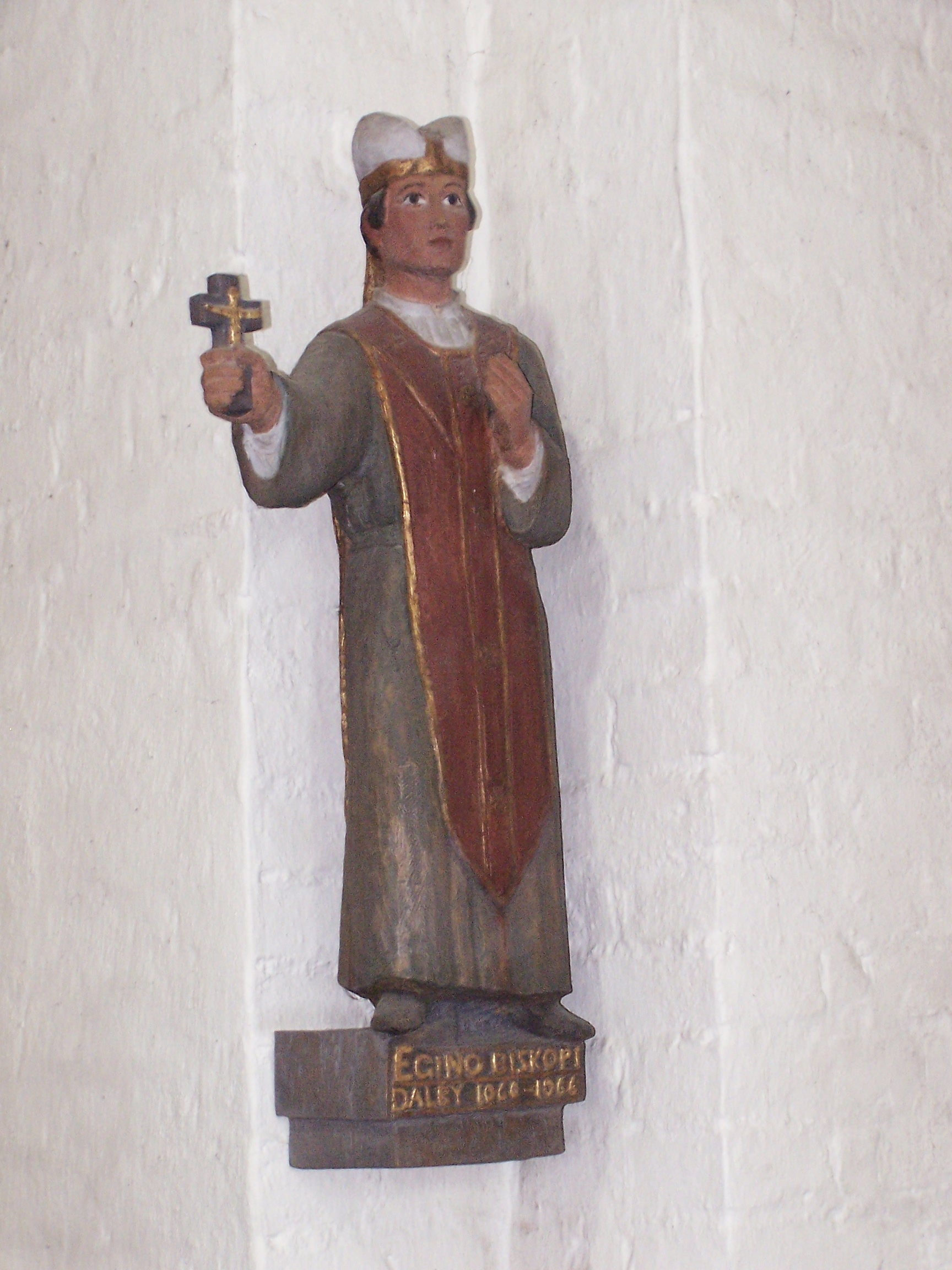
Abbild Eginos in der Heilig-Kreuz-Kirche in Dalby

Egino (* unbek.; † 19. Oktober 1072 in Lund) war der erste Bischof von Dalby, sowie Bischof von Lund.
Der dänische König Sven Estridsson teilte das Bistum Roskilde nach dem Tode des dortigen Bischofs Avocos (Aages, um 1060) in zwei Teile. In die daraus entstandenen Bistümer setzte er zum einen Egino aus Hildesheim ein und wies ihm den Sitz in Dalby zu. Im gleichen Jahr wurde er von Erzbischof Adalbert von Bremen zum Bischof von Dalby geweiht. Zum anderen erhielt Henrik, bis dahin Bischof in Orkney, das Bistum Lund.
Egino ließ die Heilig-Kreuz-Kirche als Bischofskirche errichten und versuchte, Dalbys Position als Bischofssitz gegenüber Lund zu stärken. Er befasste sich intensiv mit der Mission, insbesondere auf Bornholm und in Blekinge. Gemeinsam mit Bischof Wilhelm von Roskilde widersetzte er sich der Ehe Svens mit Gunhild, der Tochter des schwedischen Königs Anund Jakob, welche dann von Adalbert von Bremen, wegen zu naher Verwandtschaft, annulliert wurde. Von 1066 wurde er als Nachfolger von Henrik, Bischof von Lund, das wie das gesamte Skandinavien auch zum Sprengel des Erzbistums Bremen gehörte. Das Bistum Dalby wurde bald in das Bistum Lund eingegliedert.
Egino stiftete in Dalby eine Propstei. 1071 besuchte Egino Rom, woraufhin er nach seiner Rückkehr 1072 in Lund starb.
Adam von Bremen hielt Egino für einen „wissenschaftlich gebildet[en] und durch Keuschheit ausgezeichnet[en] Mann“. Als Bischof habe er in Blekinge und die Bewohner der Insel Bornholm missioniert. Angeblich soll er sich furchtlos gegen ein Götzenbild gewandt haben, weshalb ihm dann das Bistum Lund übertragen worden sei.